# Slough (stacja kolejowa)

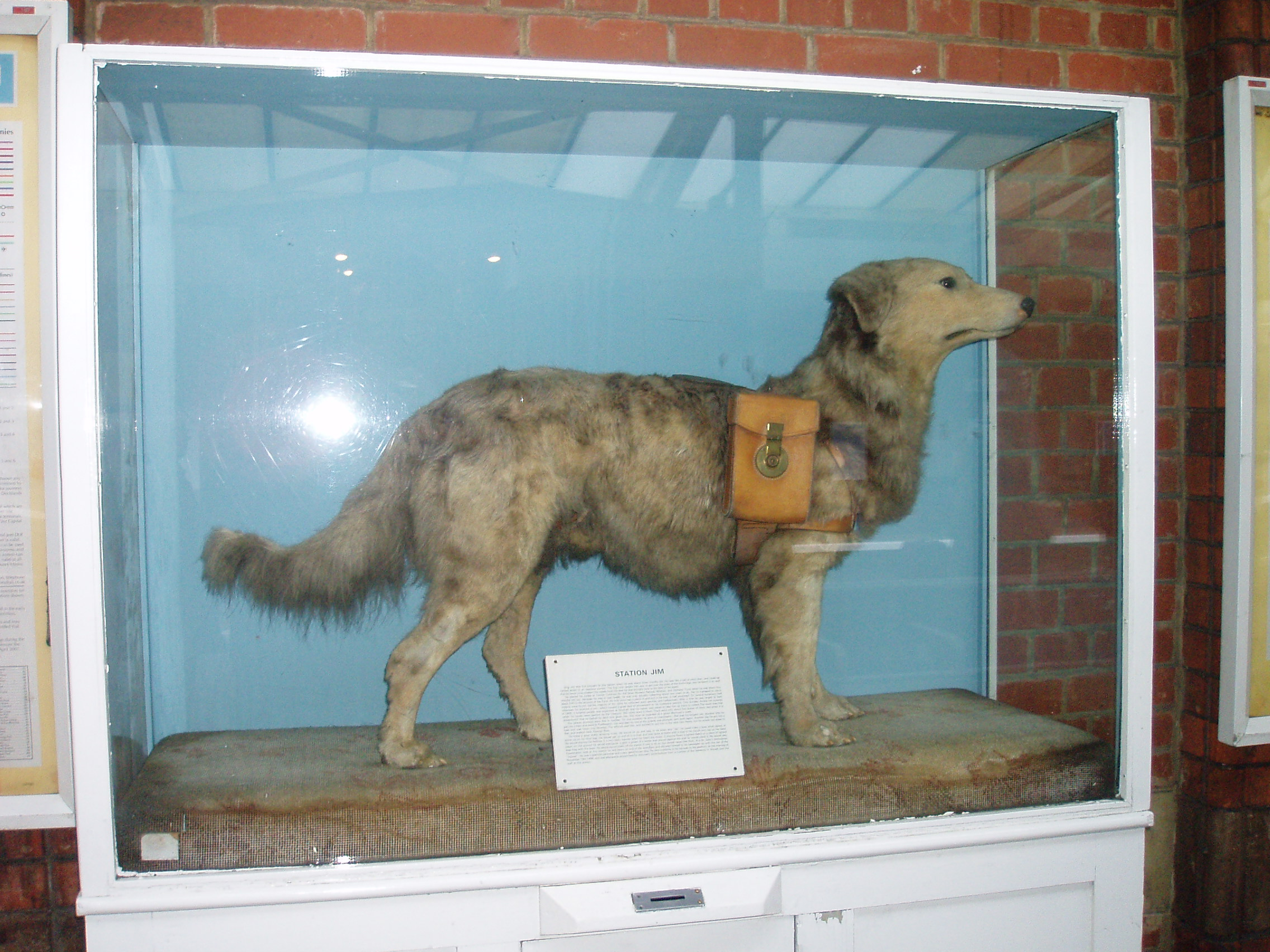
Station Jim

Slough (wymowa slaʊ) – stacja kolejowa w mieście Slough w hrabstwie Berkshire, na liniach kolejowych Great Western Main Line i Windsor branch. Na stacji zatrzymują się pociągi pośpieszne.

## Historia
16 czerwca 1900 r. na stacji wydarzył się poważny wypadek kolejowy – zderzenie pociągu z Londynu do Falmouth z lokalnym pociągiem do Windsoru. Przyczyną było przeoczenie sygnału ostrzegawczego przez maszynistę. 5 osób zginęło, a 35 odniosło obrażenia.
W latach 1894–1896 na stacji żył pies, nazywany Station Jim, którego wykorzystywano do zbiórki datków na wdowy i sieroty. Pies po śmierci został wypchany i można obejrzeć go na stacji.

## Ruch pasażerski
Ze stacji korzysta 3 512 514 pasażerów rocznie (dane za okres od kwietnia 2021 do marca 2022). Posiada bezpośrednie połączenia z Bristolem, Bath Spa, Londynem i Oksfordem. Pociągi w każdym kierunku odjeżdżają w odstępach co najwyżej półgodzinnych.

## Obsługa pasażerów
Stacja posiada automaty biletowe, kasę biletową, bufet, Wi-Fi do użytku publicznego, przystanek autobusowy. Dysponuje też parkingiem samochodowym na 615 miejsc i rowerowym na 36 miejsc.